# Цатумас, Луис
Луис Цатумас — греческий легкоатлет, специализируется в прыжках в длину. Чемпион Европы среди юниоров 2001 года. Бронзовый призёр Всемирного легкоатлетического финала 2006 года. Победитель Средиземноморских игр 2013 года. Серебряный призёр чемпионата Европы 2014 года Занял 10-е место на чемпионате мира 2013 года в Москве — 7,98 м.
Выступал на олимпийских играх 2004, 2008 и 2012 годов. Только на Олимпиаде в Пекине смог выйти в финал, где не смог сделать ни одной удачной попытки, сделав 3 заступа.

## Достижения
Золотая лига
- 2006:  Memorial Van Damme — 8,15 м
- 2006:  ISTAF — 8,30 м
- 2009:  ISTAF — 8,15 м

Бриллиантовая лига
- 2011:  Bislett Games — 7,96 м
- 2013:  Meeting Areva — 8,02 м
- 2014:  Qatar Athletic Super Grand Prix — 8,06 м